# Tambora (drum)
Een tambora (Spaans voor 'grote trommel'), of sambula in Suriname, is een trommel die wordt gebruikt in verschillende Latijns-Amerikaanse muziekgenres: de Dominicaanse merengue, de Colombiaanse cumbia en de Venezolaanse gaita.
Het instrument is van Afrikaanse origine en werd tijdens de slavernij meegebracht door Afrikaanse slaven. De percussionist die een tambora bespeelt, wordt tamborero genoemd.
De trom wordt in Suriname bespeeld door inheemse Karaïben. Hier is de trom voorzien met een strak gespannen snaar met de nerf van een palmblad, wat een zoemend geluid oplevert.